# Celina Esther Lezcano
Celina Esther Lezcano Flores (Asunción, 4 de octubre de 1973) es una empresaria y política paraguaya que se desempeñó como ministra de la Mujer, en el gobierno de Mario Abdo Benítez desde el 9 de marzo de 2021, en reemplazo de Nilda Romero hasta agosto de 2023.

## Trayectoria
Celina Lezcano es licenciada en Hotelería y Turismo por la Universidad Católica de Asunción. Obtuvo un diplomado en Pedagogía y Educación Superior en la Universidad de Columbia de Nueva York, Estados Unidos.
A nivel profesional, fue presidente de la Asociación de Paraguayas Empresarias, Ejecutivas y Profesionales (APEP) en el periodo 2019-2020. Es directora del Grupo Fidesa, presidente del Grupo Vélez y directora de WeAmericas desde 2019.
El 9 de marzo, tras la remoción al cargo de ministra a Nilda Romero por causa de las protestas de 2021 en contra de la gestión presidencial de Mario Abdo Benítez, Celina fue designada ministra de la Mujer.

## Condecoraciones
- Mujer empresaria de América Latina y el Caribe 2016, por la Embajada de los Estados Unidos.
- Mujer líder embajadora de la no violencia de Paraguay 2017.

## Vida privada
Celina Lezcano está casada con Julio, tiene tres hijos: Giuliano, Marco Antonio y Celine Marianne.